# 沃特瓦利鎮區 (阿肯色州蘭道夫縣)
沃特瓦利鎮區（英語：Water Valley Township）是位於美國阿肯色州蘭道夫縣的一個行政鎮區。

## 地方資料
沃特瓦利鎮區的面積為63.00平方千米，當中陸地面積為62.87平方千米，而水域面積為0.13平方千米。根據2010年美國人口普查的數據，當地共有人口238人，而人口密度為每平方千米3.78人。